# Aleksandr Mittá
Aleksandr Naúmovich Mittá (Алекса́ндр Нау́мович Митта́, Moscú, 28 de marzo de 1933-Moscú, 14 de julio de 2025) fue un director de cine, actor y guionista soviético. Además de esto, también ha dibujado para varias publicaciones.
Como tantos otros cineastas rusos, se educó al respecto en la agencia cinematográfica soviética Mosfilm, donde Mijaíl Romm fue uno de sus profesores.

## Premios
Sus producciones ha recibido numerosos premios y son de una gran delicadeza, tanto humana como visual. Como ejemplo que documenta perfectamente estas características se puede nombrar Brilla, estrella mía, brilla (1961), de la cual además también es el guionista. Esta película recibió el premio del Festival Internacional de Londres ese mismo año. La cinta usa el marco de la guerra civil rusa inmediata a la revolución de 1917, pero restándola todo protagonismo (excepto para retratar la violencia) y pasando a usarla sólo como telón de fondo de un claro homenaje al arte, a la creación, al teatro (de hecho está estructurada en actos), al optimismo, a la alegría de vivir y a la imaginación.

## Filmografía (selección)
- Brilla, estrella mía, brilla (1961)
- Punto, punto, coma (1972)
- Moscú, amor mío (1974)
- La guarnición (1979)
- Los niños muertos no ríen (1988)
- Gulag 3 (1991)
- Un retrato con amigos (1995)